# 江苏省侯集高级中学
江苏省侯集高级中学始建於1956年，位于江苏省徐州市大庙镇，是江苏省四星级重点中学。校园占地300余亩，建筑面积15多万平方米。

## 著名校友
- 张庆君